# Тепяново
Тепя́ново (баш. Тәпән) — деревня в Абзелиловском районе Республики Башкортостан, относится к Равиловскому сельсовету.

## Население
| 1968 | 2002 | 2009 | 2010 |
| ---- | ---- | ---- | ---- |
| 291  | ↘288 | ↗323 | ↘316 |

Согласно переписи 2002 года, преобладающая национальность — башкиры (100 %).

## Географическое положение
Расстояние до:
- районного центра (Аскарово): 25 км,
- центра сельсовета (Ишкулово): 3 км,
- ближайшей железнодорожной станции (Магнитогорск-Пассажирский): 73 км.

## Религия
В деревне есть мечеть.